# Carlo Barini
Carlo Barini (1894) è stato un calciatore italiano, di ruolo mediano.

## Carriera
Giocò tre campionati con il Como in Prima Categoria, massima serie del tempo, dal 1919 al 1922. Nella stagione 1923-24 assunse la direzione tecnica della squadra lariana. In seguito divenne uno degli arbitri più apprezzati a livello nazionale.